# Chamberí (metrostation)
Chamberí is een spookstation langs metrolijn 1 van de Spaanse hoofdstad Madrid. Het station was in bedrijf van 1919 tot en met 1966. Sinds 2008 is het een museum waar de metro's doorheen rijden zonder de stoppen.

## Geschiedenis
Het station is een van de oorspronkelijke acht stations van de eerste Madrileense metrolijn die op 17 oktober 1919 werd geopend. De lijn en het station werden ontworpen door Antonio Palacios, die zich liet inspireren door de stations van de metro van Parijs die begin 20e eeuw waren geopend.
Het stationsontwerp is functioneel, overzichtelijk en doelmatig, en heeft perrons met een lengte van 60 meter.
Door de ruimtes die door reizigers worden gebruikt, zoals de toegangshallen, reizigerstunnels en perrons, af te werken met felle, kleurrijke en heldere elementen wist Palacios bezwaren onder het publiek tegen het gebruik van ondergronds vervoer weg te nemen. Hij gebruikte hiervoor tegelwerk en andere keramische stukken in het wit en kobaltblauw.  
Veel metrostations werden tijdens de burgeroorlog (1936 – 1939) gebruikt als pakhuizen en geïmproviseerde schuilkelders voor burgers tijdens luchtbombardementen.  
In verband met een groeiende reizigersstroom besloot het metrobedrijf in de jaren 60 van de 20e-eeuw tot de inzet van metrostellen met zes in plaats van vier bakken. Om de langere metrostellen te kunnen afhandelen werden de perrons van de stations van de eerste lijn, op Chamberí na, verlengd tot 90 meter. Omdat Chamberí in een bocht ligt was het technisch niet mogelijk om ook die perrons te verlengen. Bovendien was de afstand tot de opvolgende stations, Bilbao en Iglesia, al vrij kort zodat het ministerie van openbare werken besloot om het station op 22 mei 1966 te sluiten.  
De metro's rijden sindsdien zonder te stoppen door het station, al moesten ze tot 2008 wel langzamer rijden bij de passage van het station. Bijna 40 jaar bleef het station ongebruikt en waren de toegangen dichtgemetseld. Hierdoor bleven veel alledaagse voorwerpen van rond 1966 behouden, zoals reclameposters, draaihekken en zelfs bankbiljetten in de prullenbakken. Het station werd echter uiteindelijk het slachtoffer van vandalisme. 

## Museum
Op 31 augustus 2006 werd begonnen met de restauratiewerkzaamheden in het station teneinde het om te bouwen tot museum. Op 25 maart 2008 werd het geopend als een van de twee locaties van Andén 0 (perron nul), het voorlichtingscentrum van de metro van Madrid. Sinds de opening van het museum hoeven treinen op lijn 1 hun snelheid niet meer te verminderen bij het passeren van het station omdat nieuwe veiligheidsmaatregelen werden doorgevoerd. 

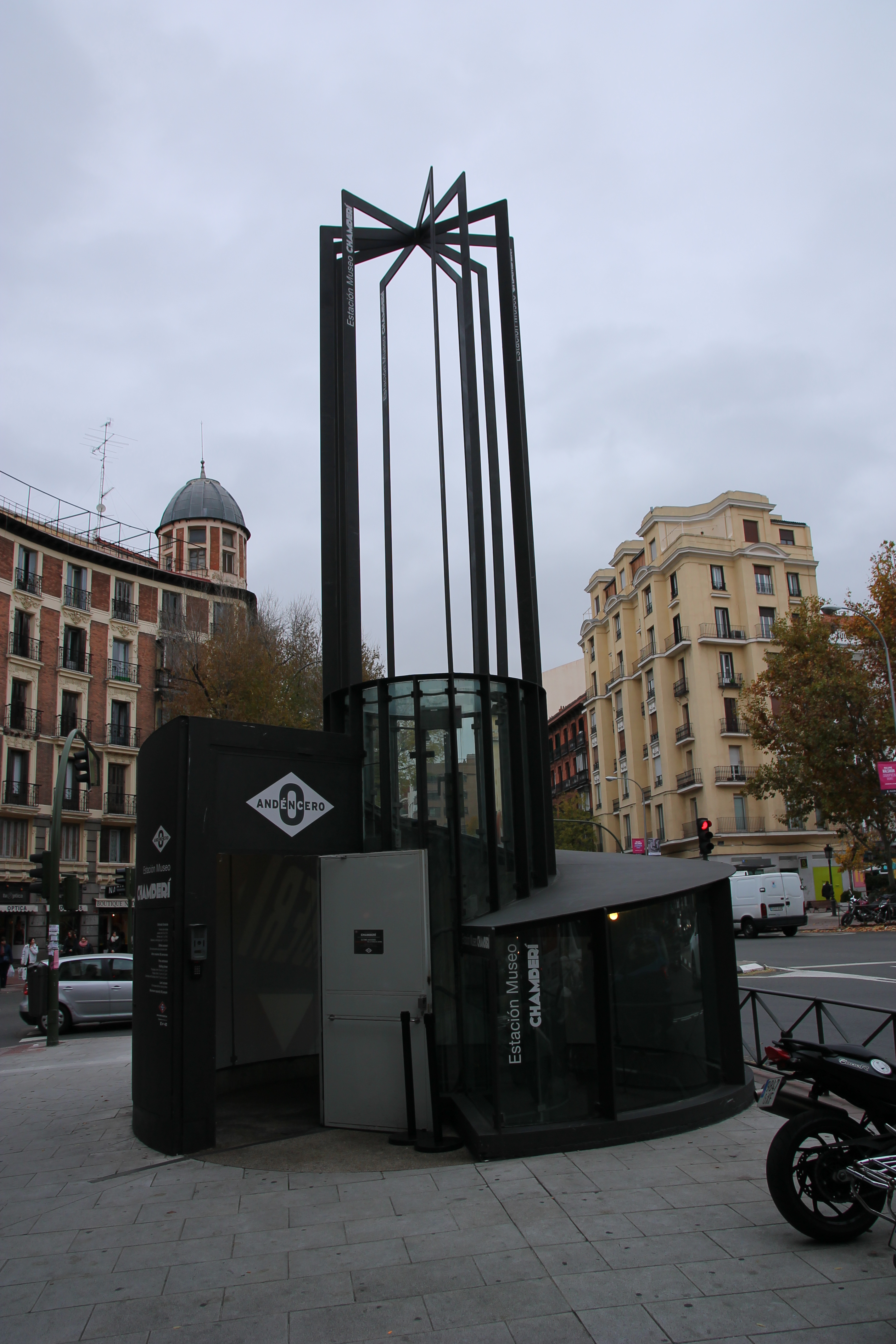
De moderne ingang uit 2008
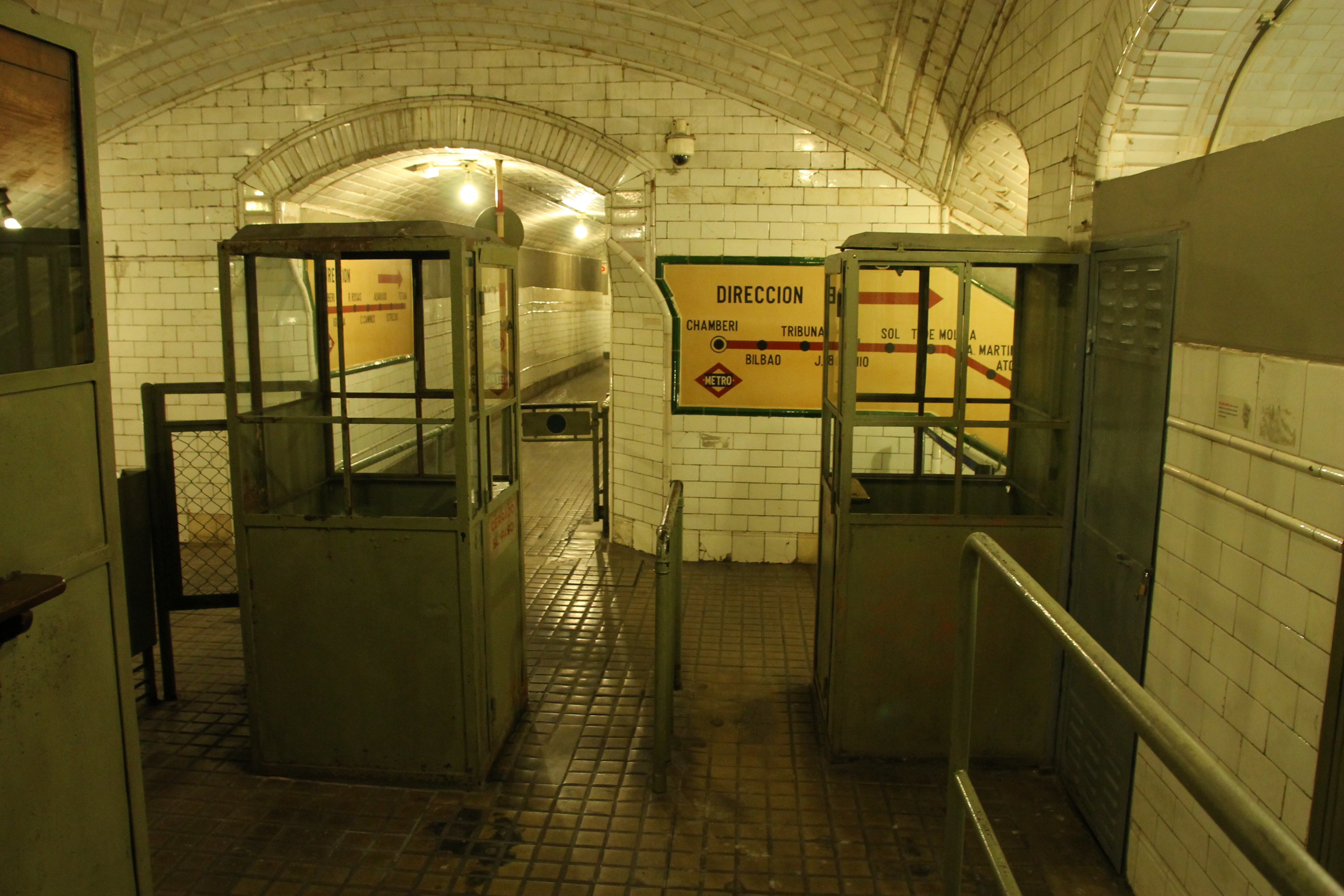
Ingang met loket (links) en kaartcontrole
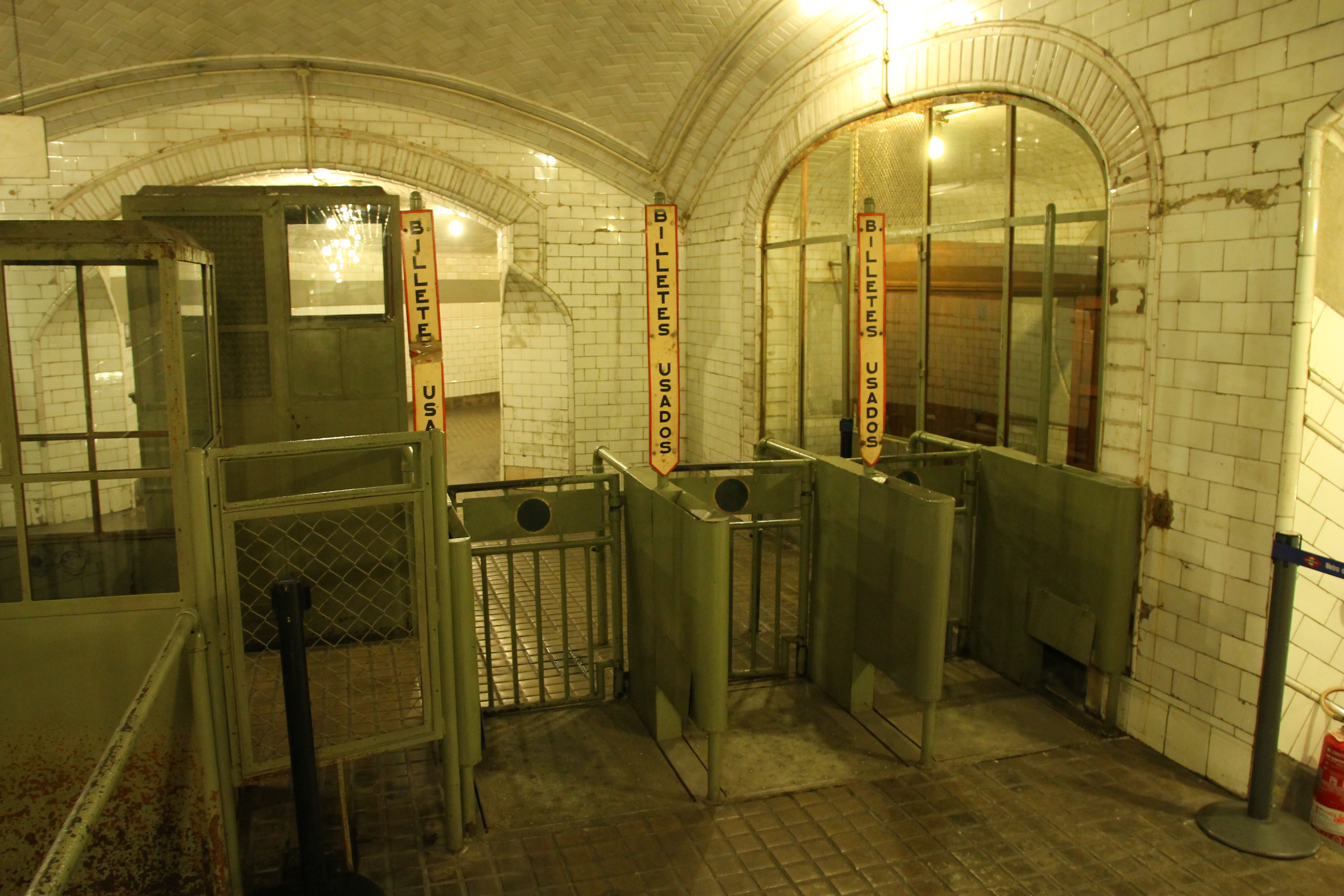
De uitgang met de bakken voor gebruikte kaartjes
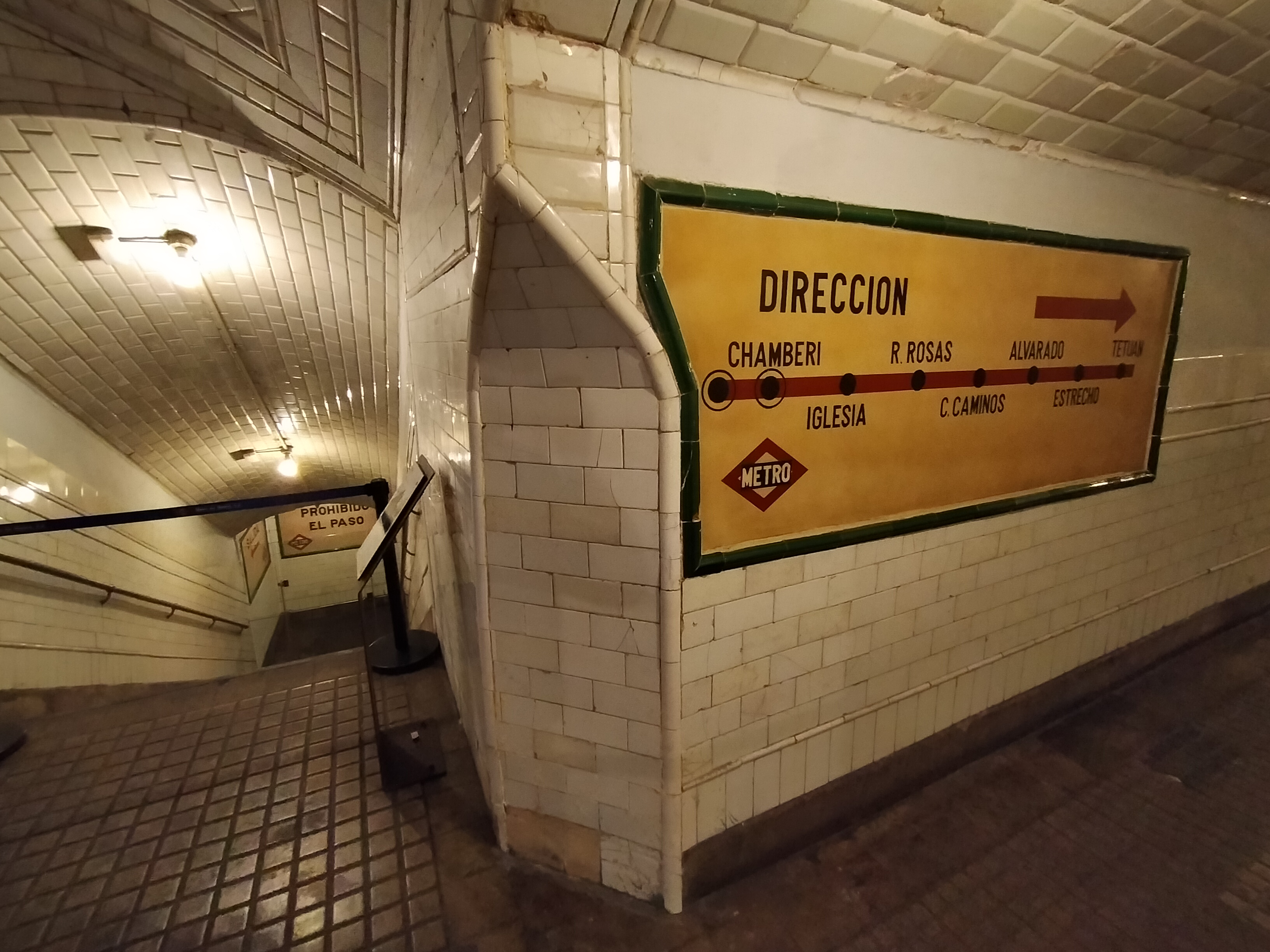
De bebording uit 1929
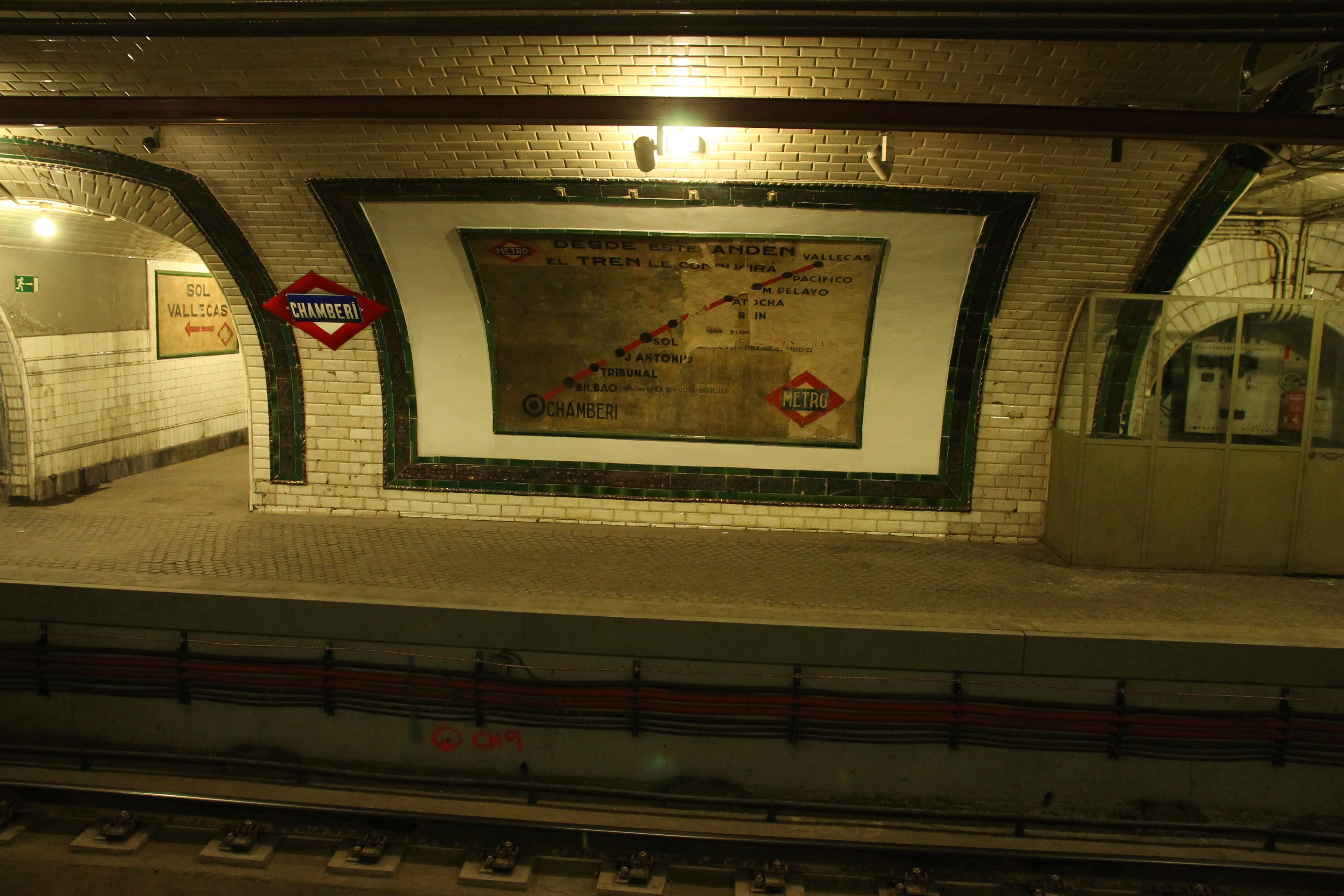
Naambord en lijnkaart van het traject naar het zuiden anno 1923
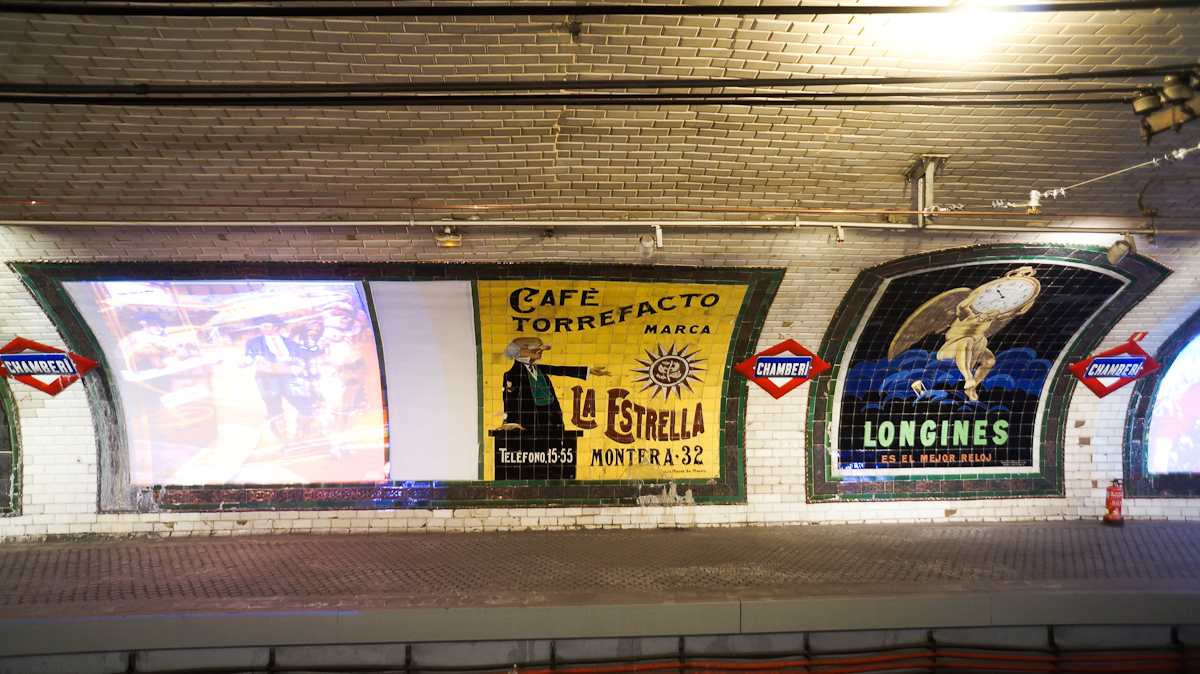
Reclameborden uit begin 20e-eeuw